# Bauentwurfslehre
Das Buch Bauentwurfslehre von Ernst Neufert ist ein Standardwerk, das sich mit Normung und Bauplanung in der Entwurfsphase auseinandersetzt. Anhand von detaillierten Beispielzeichnungen, die von der Ergonomie des menschlichen Umfelds über spezifische Anforderungen diverser Bauaufgaben bis hin zu bautypologischen Betrachtungen allgemeiner Art reichen, wird diese Sammlung von Normen, Maßen und Abstandsflächen veranschaulicht. Konzipiert wurde das Buch als Hilfsmittel für Studenten und Architekten und als Leitfaden für Bauherren und Planer.

## Geschichte
1936 wurde das Buch zum ersten Mal beim Ullstein Verlag unter dessen Imprint Bauwelt-Verlag in Berlin verlegt und später fortlaufend aktualisiert und überarbeitet. 2022 erschien die 43. Auflage. Bis 1986 leitete Ernst Neufert selbst die Redaktion, die später sein Sohn Peter innerhalb der Planungs AG Neufert Mittmann Graf Partner weiterführte. Die Bauentwurfslehre wurde in 18 Sprachen übersetzt und erscheint heute nahezu weltweit.
Die Bauentwurfslehre hat eine Auflage von über 300.000 Exemplaren in Deutschland und über 500.000 Exemplaren in der übrigen Welt und ist damit eines der erfolgreichsten Architekturbücher des 20. Jahrhunderts.
Hinzuweisen ist hier auf die ab 1943 erschienene „Bauordnungslehre“ von Ernst Neufert. Seine dort behandelte Maßordnung stellt eine detaillierte Erweiterung der Bauentwurfslehre dar und bildet die Grundvoraussetzung für DIN 4172 (Maßordnung im Hochbau). Das im Untertitel der Bauordnungslehre angeführte „geregelte Maß“ ist nichts anderes als das von Vitruv in seinem Traktat „De architectura libri decem“ zur Grundlage des architektonischen Entwerfens erklärte Grundmaß/Modul. Ernst Neufert nimmt bereits in den Abbildungen auf den Titeln seines Werks auf den von Vitruv vorgestellten „homo bene figuratus“ Bezug, die Proportionsfigur des wohlgeformten Menschen (Homo quadratus und Homo circularis); der Mensch ist demnach das Maß aller Dinge. Sämtliche Maßordnungen in den alten Hochkulturen, der Antike, des Mittelalters, der Renaissance und bis auf die Gegenwart beruhen auf anthropometrischen Maßreihen (Fuß, Elle … Meter = 3 Fuß).
Die zum Teil etwas übertrieben wirkende Genauigkeit, mit der Neufert die Maße sogar von Tieren wie dem „belgischen Riesen bei aufgestelltem Ohr“ beschreibt, trug in Fachkreisen häufig zur Belustigung bei. Gleichwohl ist die Bauentwurfslehre – auch „der Neufert“ genannt – seit seiner Ersterscheinung ein grundlegendes Instrument des ingenieurtechnischen und architektonischen Alltagsschaffens.